# Пинокио ди Анкона (Анкона)
Пинокио ди Анкона (итал. Pinocchio di Ancona) насеље је у Италији у округу Анкона, региону Марке.
Према процени из 2011. у насељу је живело 3367 становника. Насеље се налази на надморској висини од 101 м.